# Craig-Interpolation
Die Craig-Interpolation ist ein Ausdruck der Logik. Der zugrunde liegende Satz (Craig’s Lemma, Interpolationstheorem) lautet folgendermaßen:
Es seien {\displaystyle T1} und {\displaystyle T2} zwei Theorien und der Satz {\displaystyle A\rightarrow C} sei ein in {\displaystyle T1\cup T2} ableitbarer Satz. Dann gilt: Es gibt ein {\displaystyle B}, sodass {\displaystyle A\rightarrow B} in {\displaystyle T1} ableitbar ist, und {\displaystyle B\rightarrow C} ist in {\displaystyle T2} ableitbar.

## Das Interpolationstheorem
Dieses Interpolationstheorem wurde zuerst von dem US-amerikanischen Logiker William Craig (1918–2016) 1953 aufgestellt. Es wurde von S. Maehara und von Kurt Schütte (für intuitionistische Kalküle) bewiesen und hat zahlreiche Anwendungen in der Beweis- und Modelltheorie.

## Algorithmus zur Bestimmung der Craig-Interpolante für die Aussagenlogik
Voraussetzung: Die Formel {\displaystyle A\rightarrow C} sei in einem korrekten Kalkül ableitbar, also tautologisch, oder, äquivalent, {\displaystyle A\models C}.
1. Suche alle Atome, die in {\displaystyle A}, aber nicht in {\displaystyle C} enthalten sind.
2. Für jedes dieser Atome {\displaystyle p} ver-odere (Verknüpfung mit oder) {\displaystyle A} mit sich selbst, wobei in jeder der beiden Kopien von {\displaystyle A} das Atom  {\displaystyle p} einmal durch {\displaystyle \bot } und einmal durch {\displaystyle \top } ersetzt wird.
3. Die resultierende Formel ist die Craig-Interpolante {\displaystyle B}.

Bei jedem Schritt wird eines der Atome, die nur in {\displaystyle A} vorkommen, eliminiert. Man beachte, dass die Formel dabei exponentiell wächst – beim Bearbeiten jedes einzelnen Atoms verdoppelt sich die Größe.